# 白泰平
白泰平（1951年6月—），回族，山东枣庄人，1968年12月参加工作，1974年6月加入中国共产党，中华人民共和国地方政治人物。

## 生平
1975年9月，毕业于安徽大学化学系有机合成专业。历任淮南肥皂厂生产科技术员、科长，淮南肥皂厂设备科科长，淮南肥皂厂第一副厂长、厂长，淮南华光日化厂厂长。
1983年10月，任淮南市总工会副主席。1985年1月，任淮南市总工会主席、党组书记。1988年7月，任中共凤台县委副书记、代县长。1989年3月，任凤台县县长。1990年12月，任中共凤台县委书记。1993年1月，升任淮南市人民政府副市长。1998年1月，任中共淮南市委副书记。
2000年1月，转任安徽省民族事务委员会（安徽省宗教事务局）主任（局长）、党组书记（正厅级）。期间，于1999年9月至2002年7月参加中共中央党校在职研究生班世界经济专业学习。2004年1月，任安徽省政协秘书长。2005年7月，兼任安徽省政协机关党组书记。2008年6月，任安徽省能源集团有限公司党委书记、总经理。2009年3月，兼任安徽省能源集团董事长。2011年10月退休。
2018年4月，因嫌严重违纪，接受调查。2018年7月，被开除党籍，取消退休待遇。